# Peter Jackson (Politiker)
Peter Michael Jackson (* 14. Oktober 1928 in Sheffield; † 19. Februar 2020 in Panama) war ein britischer Soziologe, Hochschullehrer und Politiker der Labour Party, der zwischen 1966 und 1970 den Wahlkreis High Peak als Abgeordneter im House of Commons vertrat und danach als Lecturer tätig war.

## Leben
Jackson absolvierte nach dem Besuch der Sheffield Grammar School ein Studium der Soziologie an der University of Durham sowie am University College Leicester. Er trat zunächst der Commonwealth Party und später der Labour Party als Mitglied bei.
Bei den Unterhauswahlen vom 31. März 1966 kandidierte Jackson für die Labour Party im Wahlkreis High Peak. Dabei gelang es ihm den amtierenden Wahlkreisinhaber mit einer Mehrheit von 814 Stimmen knapp zu schlagen: Während auf ihn 16.938 Stimmen (41,3 Prozent) entfielen, bekam der bisherige Abgeordnete von der Conservative Party, David Walder, 16.124 Wählerstimmen (39,3 Prozent). Bereits bei den darauf folgenden Wahlen vom 18. Juni 1970 verlor er jedoch seinen Wahlkreis bereits wieder an seinen Gegenkandidaten von den konservativen Tories. Diesmal bekam Spencer Le Marchant von der Conservative Party 19.558 Wählerstimmen (43,7 Prozent), während auf ihn 18.054 Stimmen (40,4 Prozent) entfielen.	
Anschließend zog er sich aus dem politischen Leben zurück und wurde 1970 zunächst Lecturer für Soziologie sowie Fellow an der University of Hull und war danach zwischen 1972 und 1974 Tutor an der Open University. Anschließend fungierte Jackson von 1974 bis 1977 als Leitender Planungsbeamter des neugegründeten Metropolitan County South Yorkshire, das neben Sheffield auch die Metropolitan Boroughs Barnsley, Doncaster und Rotherham umfasste.